# Gonodonta latimacula
Gonodonta latimacula är en fjärilsart som beskrevs av Achille Guenée 1852. Gonodonta latimacula ingår i släktet Gonodonta och familjen nattflyn. Inga underarter finns listade i Catalogue of Life.